# Huella de Baden-Powell
La huella de Baden-Powell es un molde, generalmente en bronce o latón, del pie derecho de Robert Baden-Powell, el fundador de los movemientos Escultismo y Guidismo, conocido como "B-P". La idea es que las personas puedan poner su pie en este casting, para que puedan decir que han "seguido los pasos de B-P".

## History
La Conferencia Mundial de Escultismo de 1928 se inauguró oficialmente el 4 de mayo en Budapest. Al día siguiente, los delegados realizaron una excursión al lago Balaton y otros lugares y regresaron a Budapest por la tarde. Esa noche llegaron Baden-Powell, su esposa Olave y Lord Hampton.
El 6 de mayo, hubo un mitin en el Parque de Entrenamiento de Hárshegy  al que asistieron 9,647 de los 25,000 Scouts entonces en Hungría y hasta 20,000 del público. Más tarde, B-P escribió, sobre el mitin en Hárshegy:

Esto ocurrió bajo una lluvia torrencial ... Un incidente inusual marcó el motivo de mi visita cuando me invitaron a dejar mi huella en el suelo. Se tomó un molde de esto y se imprimió permanentemente en el lugar en concreto.

De este molde se hicieron dos copias en bronce, una fue para el Parque de Entrenamiento de Hárshegy y la otra fue un regalo para Baden-Powell, que pasó a la Sede Scout Británica.
Cuando los comunistas tomaron el poder y prohibieron el Movimiento Scout en 1948, el campo de entrenamiento fue confiscado y se construyeron casas en el terreno; desde entonces no se ha visto ni la huella de hormigón original ni el "bronce original húngaro".

## Lista de réplicas

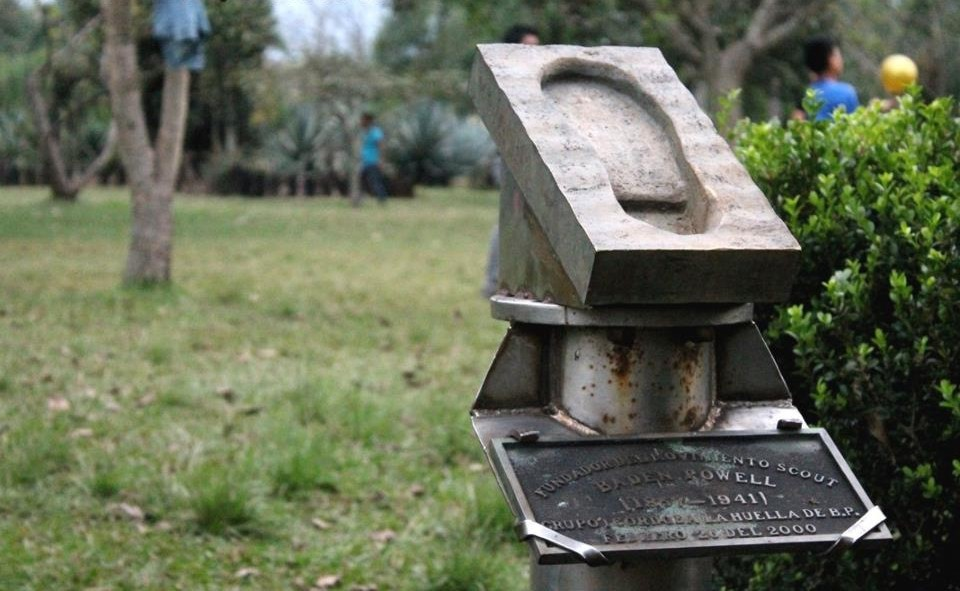
Huella de Baden Powell: Homenaje en el Parque Ecológico Paso Coyol de Córdoba, Veracruz, México

| País           | Ciudad                                            | Lugar                                           | Procedencia | Notas         |
| -------------- | ------------------------------------------------- | ----------------------------------------------- | --- | ------------- |
| Australia      | Victoria Point, Queensland                        | Eprapah                                         | Copia de una impresión de 1931 hecha por B-P de su visita a Eprapah. Original está ahora en el Baden Powell Scout Park. |               |
| El Salvador    | San Salvador                                      | Sede de la Asociación de Scouts de El Salvador  | Donación de William D. Campbell, copia del original de la Asociación Scout                                              | [ 5 ]         |
| Hungría        | Budapest                                          | Centro Scout Sztrilich Pál                      | Copia del original de la Asociación Scout                                                                               | [ 6 ]         |
| Kenia          | Nairobi                                           | Centro Scout Rowallan                           | Desconocido | [ 7 ] [ 8 ]   |
| México         | Córdoba                                           | Parque ecológico Paso Coyol                     | Desconocido |               |
| México         | Tepoztlán, Morelos                                | Meztitla                                        | Donación de John Thurman , copia del original de la Asociación Scout                                                    | [ 9 ] [ 10 ]  |
| Noruega        | Telemark                                          | Sverveli                                        | Donación de John Thurman, copia del original de la Asociación Scout                                                     | en almacén    |
| Reino Unido    | Puerto de Poole, Dorset                           | Isla de Brownsea                                | Copia de la versión noruega                                                                                             |               |
| Reino Unido    | Chingford, Londres                                | Gilwell Park                                    | Copia del original de la Asociación Scout                                                                               |               |
| Reino Unido    | Londres                                           | Scout Association                               | Original |               |
| Estados Unidos | Elbert (Colorado)                                 | Camp Cris Dobbins                               | Desconocido | [ 11 ]        |
| Estados Unidos | Ward (Colorado)                                   | Tahosa High Adventure Base                      | Desconocido |               |
| Estados Unidos | Miami Lakes, Florida                              | Thomas L. Tatham Scout Service Center           | Copia de la huella de Meztitla                                                                                          | [ 12 ]        |
| Zimbabue       | Parque Gordon, Parque nacional de Matobo, Matopos | Campamento del centenario de scouts de Zimbabue | Desconocido | [ 13 ] [ 14 ] |